# Rumänische Fußballmeisterschaft 1924/25
Die Finalspiele um die Rumänische Fußballmeisterschaft 1924/25 wurden zwischen dem 5. Juli und dem 9. August 1925 durchgeführt. In zehn regionalen Vorausscheidungen (die Region Chișinău ermittelte erstmals einen eigenen Sieger) wurden die Finalisten ausgespielt, die im K.-o.-System den Meister ausspielten. Dabei wurde zunächst jeweils nur ein Spiel ausgetragen, ein Rückspiel fand nur im Falle eines Unentschiedens statt. Chinezul Timișoara konnten seinen Titel erneut verteidigen und wurden zum vierten Mal in Folge Meister.
Nach dem Viertelfinale wurde die Mannschaft von Fulgerul CFR Chișinău disqualifiziert. Die beiden gegen Fulgerul unterlegenen Mannschaften von Oltul Slatina und Jahn Czernowitz durften erneut antreten, um einen Halbfinalisten zu ermitteln.

## Teilnehmer
| Region    | Sieger                |
| --------- | --------------------- |
| Arad      | UCAS Petroșani        |
| Brașov    | Brașovia Brașov       |
| Bukarest  | Venus Bukarest        |
| Cernăuți  | Jahn Czernowitz       |
| Chișinău  | Fulgerul CFR Chișinău |
| Cluj      | Universitatea Cluj    |
| Craiova   | Oltul Slatina         |
| Oradea    | CAO Oradea            |
| Sibiu     | Șoimii Sibiu          |
| Timișoara | Chinezul Timișoara    |

## Ergebnisse

### Vorrunde
|                 | Ergebnis    |                       |
| --------------- | ----------- | --------------------- |
| Jahn Czernowitz | 1           | Șoimii Sibiu          |
| Oltul Slatina   | 0:2 (0:1) 2 | Fulgerul CFR Chișinău |

### Viertelfinale
|                    | Ergebnis  |                    |
| ------------------ | --------- | ------------------ |
| Venus Bukarest     | 0:3 (0:2) | Chinezul Timișoara |
| Universitatea Cluj | 0:2 (0:1) | UCAS Petroșani     |
| Jahn Czernowitz    | 4:0 (1:0) | Oltul Slatina      |
| Brașovia Brașov    | 2:1 (2:1) | CAO Oradea         |

### Halbfinale
|                    | Ergebnis  |                 |
| ------------------ | --------- | --------------- |
| Chinezul Timișoara | 3:0 (2:0) | Brașovia Brașov |
| UCAS Petroșani     | 3:1 (2:0) | Jahn Czernowitz |

### Finale
Das Finale fand in Arad statt.
|                    | Ergebnis  |                |
| ------------------ | --------- | -------------- |
| Chinezul Timișoara | 5:1 (2:0) | UCAS Petroșani |